# Толуанский бальзам

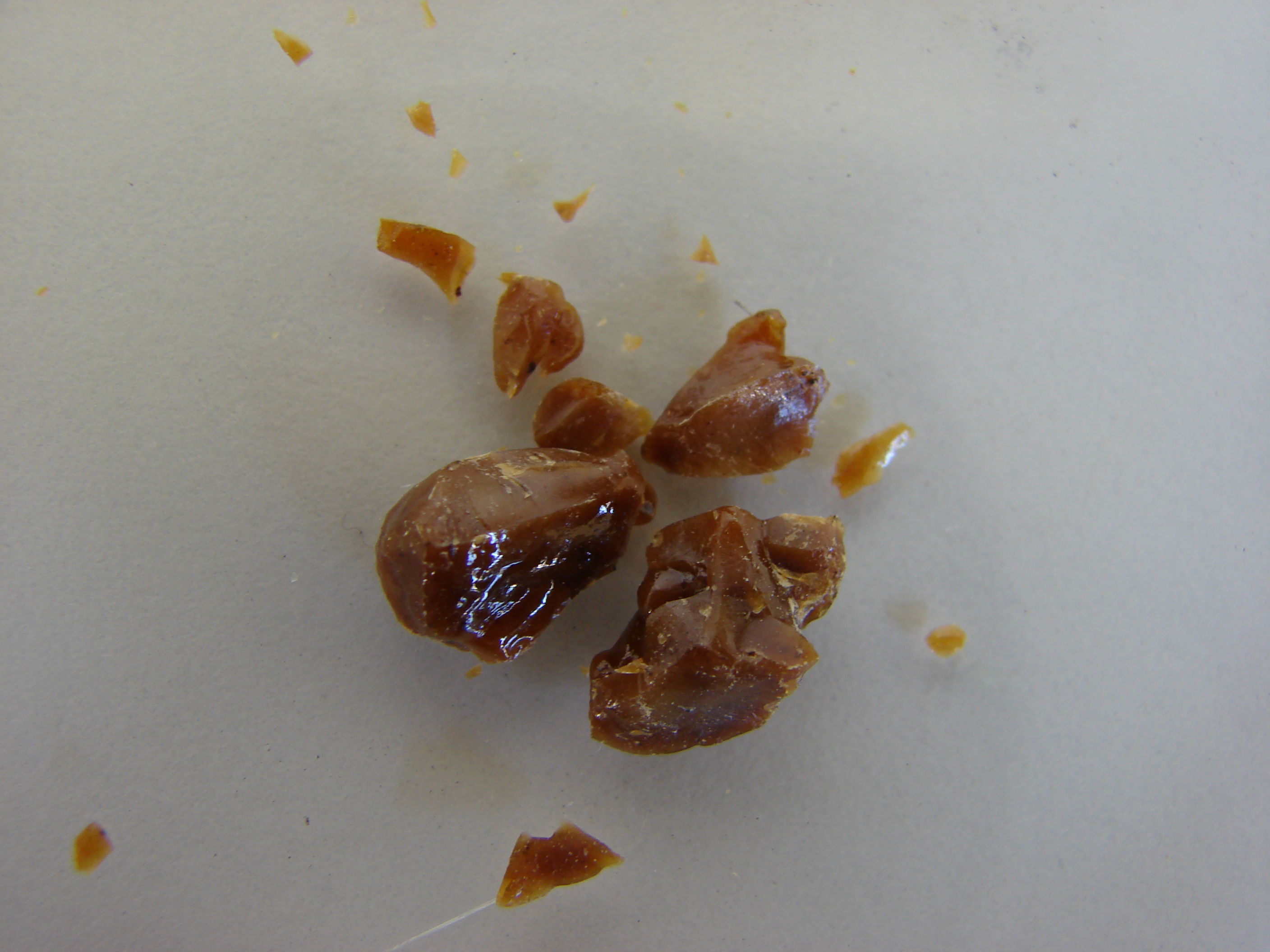

Толуа́нский бальзам (лат. Tolu Balsam, от названия города Толу в Колумбии; также встречается написание толутанский) — густая ароматическая жидкость, выделяющаяся из надрезов коры дерева Myroxylon (Toluifera) balsamum. Эти деревья растут в Центральной Америке — Колумбия, Перу, Венесуэла, а также в Южной Америке — Аргентина, Бразилия, Парагвай, и Боливия.

## Состав
Содержит бензойную и коричную кислоты в свободном состоянии (12—15 %) и в виде эфиров (до 86 %), а также незначительные количества эфирных масел и ванилина.

## Свойства
На воздухе твердеет, образуя красно-бурую массу.
- Плотность 1,2 г/см3;
- tпл 60—65 °C;
- растворяется в спирте, уксусной кислоте, ацетоне, хлороформе, растворе едкого кали

## Применение
В основном в парфюмерии.
В 1838 году из бальзама был выделен толуол, который и получил по нему своё название: от Tolu (Balsam) + ol(eum) «масло».